# Crataegus dzhairensis
Crataegus dzhairensis är en rosväxtart som beskrevs av I.T. Vassilczenko. Crataegus dzhairensis ingår i Hagtornssläktet som ingår i familjen rosväxter. Inga underarter finns listade i Catalogue of Life.